# Catch Me If You Can (musical)
Catch Me If You Can és un drama musical amb un llibret de Terrence McNally i una partitura teatral de Marc Shaiman i Scott Wittman. Segueix la història d'un estafador anomenat Frank Abagnale. La major part de la trama es pren en préstec de la pel·lícula homònima de 2002, que al seu torn es basava en l'autobiografia homònima de 1980 d'Abagnale i Stan Redding.
Després d'una actuació musical de prova a Seattle l'any 2009, Catch Me If You Can es va estrenar al Neil Simon Theatre de Broadway l'abril de 2011. La producció va rebre quatre nominacions als premis Tony, inclosa una a Millor musical, guanyant el de Millor actor en un musical per a Norbert Leo Butz.

## Producccions

### Lectures i tallers (2005–2008)
El musical va tenir una lectura l'any 2005, dirigit per Jack O'Brien,, amb Nathan Lane, Tom Wopat, Brandon Wardell i Matthew Morrison. I En tallers privats celebrats el juliol de 2007, O'Brien va ser director, amb Nathan Lane, Christian Borle, Angie Schworer, Tom Wopat i Brandon Wardell. Altres actors implicats en les lectures van incloure Aaron Tveit i Norbert Leo Butz, Celia Keenan-Bolger, Sara Gettelfinger, Katharine McPhee, Felicia Finley, Autumn Hurlbert, Lauren Ashley Zakrin i Annaleigh Ashford.

### Prova de Seattle (2009)

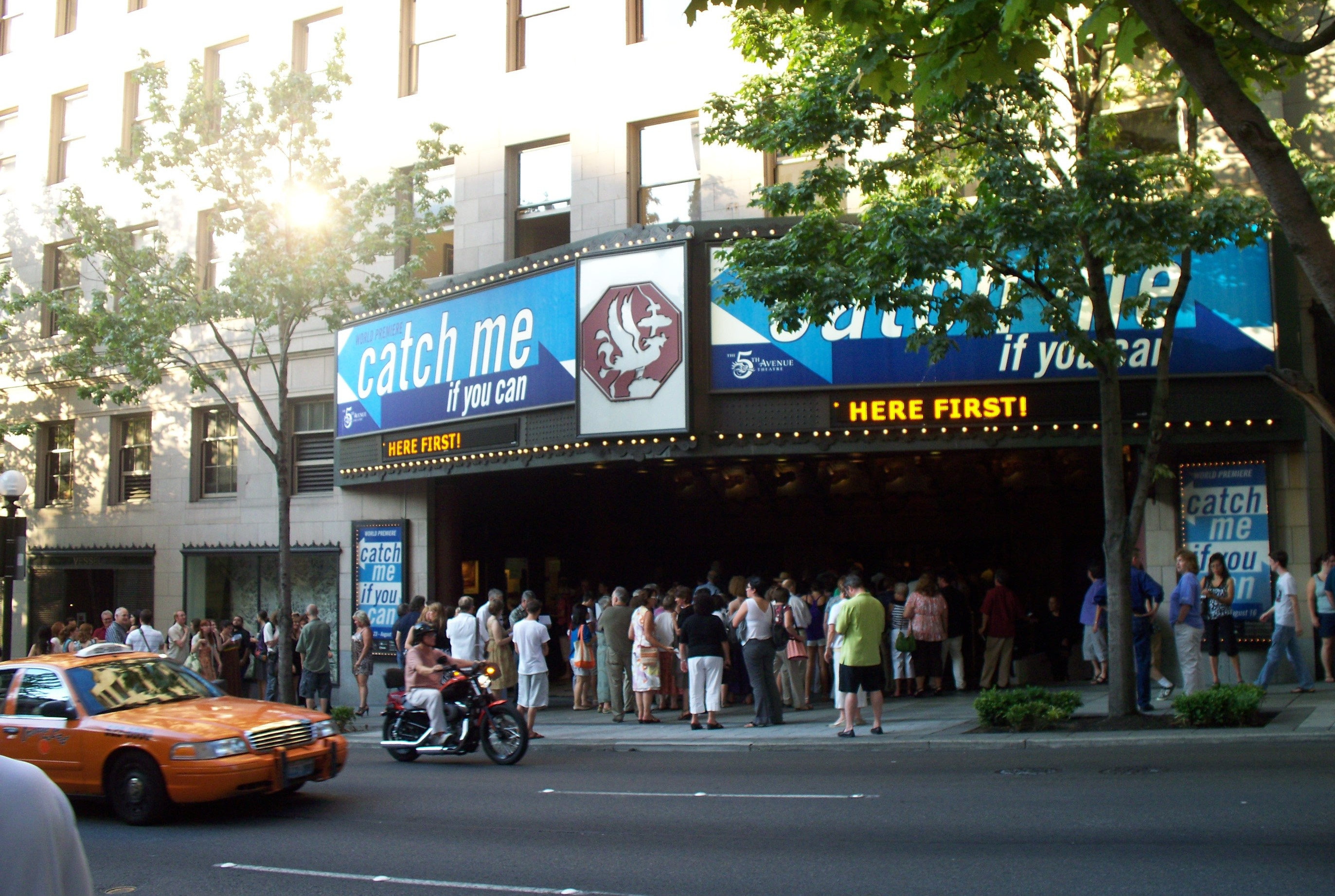
Catch Me If You Can Catch Me If You Can al teatre 5th Avenue a Seattle, Washington

El musical estava programat originalment per estrenar-se el 25 de juliol de 2009 al 5th Avenue Theatre de Seattle, amb Jack O'Brien com a director i la coreografia de Jerry Mitchell. El 5th Avenue Theatre va celebrar anteriorment l'estrena mundial de l'èxit musical Hairspray, del mateix equip creatiu. Els primers dies de prèvies de l'espectacle es van cancel·lar a causa d'una tragèdia a la família de Norbert Leo Butz (Butz va interpretar Carl Hanratty). El musical es va estrenar el 28 de juliol de 2009 i va acabar el 16 d'agost de 2009.
A més de Butz, el repartiment incloïa Aaron Tveit com a Frank, Tom Wopat com a Frank Sr., Kerry Butler com Brenda, Linda Hart com Carol i Nick Wyman com Roger.
La producció va rebre crítiques majoritàriament positives de la crítica.

### Broadway (2011)
L'11 de març de 2011, el musical va començar les actuacions prèvies a Broadway al Neil Simon Theatre, amb una data d'estrena oficial el 10 d'abril de 2011. L'espectacle va comptar amb la major part del repartiment de Seattle, amb Butz, Tveit, Wopat i Butler als papers principals. Altres membres del repartiment de Seattle incloïen: Linda Hart, Nick Wyman, Rachel deBenedet, Brandon Wardell, Timothy McCuen Piggee i Angie Schworer. La producció va tenir un disseny escènic de David Rockwell, disseny de vestuari de William Ivey Long, un disseny d'il·luminació de Kenneth Posner i una direcció musical de John McDaniel; O'Brien i Mitchell van ser el director i el coreògraf, respectivament.
La producció va tancar el 4 de setembre de 2011, després de 32 funcions prèvies i 170 actuacions regulars.

### Gira pels Estats Units (2012–13)
Una gira nacional dels Estats Units , presentada per Troika Entertainment, va començar les actuacions el 7 d'octubre de 2012 a Providence, Rhode Island . La gira es va contractar fins al 28 de juliol de 2013. La producció compta amb Stephen Anthony com Frank Abagnale Jr. i Merritt David Janes com l'agent Carl Hanratty.

### Produccions internacionals
Corea del Sud [ modifica ]
Protagonitzat per Um Ki-joon, Kim Jeong-hoon, Park Gwang-hyun, Kyuhyun de Super Junior i Key de Shinee rotant com a Frank Abagnale Jr. , el musical va tenir lloc del 28 de març al 10 de juny de 2012 a la Blue Square, Samsung Card. Hall, a Hannam-dong, Seül.
Japó [ editar ]
Presentada per la Takarazuka Revue, exclusivament femenina , la producció va ser interpretada per Star Troupe, protagonitzada per Yuzuru Kurenai com a Frank Abagnale Jr, Airi Kisaki com a Brenda Strong i Hiroki Nanami com a Carl Hanratty. El musical va tenir lloc del 17 al 23 de juny de 2015 a l'Akasaka ACT Theatre de Tòquio i del 29 de juny al 6 de juliol de 2015 a l'Umeda Arts Theatre Theatre Drama City d'Osaka.
Austràlia (2016)
La producció d'estrena australiana presentada per Williamstown Musical Theatre Company es va inaugurar a Melbourne el 6 de maig i es va presentar durant una temporada limitada del 6 al 21 de maig al Williamstown Mechanics Institute.
Nova Zelanda (2023)
Catch Me If You Can debutà a Auckland, Nova Zelanda, durant una temporada limitada del 17 al 25 de febrer, organitzada per DeBase Music Centre.
Polònia (2023)
La producció polonesa es va estrenar el 18 de març al Teatre Musical de Łódź.
Alemanya (2023)
El musical es va representar durant un temps limitat del 16 de juny al 9 de juliol de 2023 com a musical a l'aire lliure a Magdeburg.

## Sinopsi

### Acte I
A la dècada de 1960, Frank Abagnale Jr., un jove estafador, és acorralat a l'aeroport internacional de Miami per l'agent del FBI Carl Hanratty i el seu equip. Hanratty afirma que no serveix de res córrer, ja que els seus homes estan entrenats per disparar. Abans de la seva detenció, Frank demana a Hanratty que li permeti informar a la gent de l'aeroport per què el peguen, encara que Hanratty només vol saber com va aprovar l'examen d'advocat a Nova Orleans per fer-se passar per advocat . Frank promet que li explicarà tots els seus secrets si li permeten explicar la seva història ("Live in Living Color"). Un Hanratty reticent accepta.
En una casa de New Rochelle, Nova York, Frank viu amb els seus pares Frank Abagnale Sr. i Paula Abagnale. Els seus pares es van conèixer a Montrichard , França , durant la Segona Guerra Mundial. Paula estava actuant en un restaurant i es va adonar de Frank Sr. entre els soldats del públic ("The Pinstripes Are All That They See"), casant-se amb ell poc després. A causa de l'escassetat de diners, Frank no pot assistir a l'escola privada, però porta la seva jaqueta escolar a l'escola pública . Allà se'l burla com semblant un professor substitut, cosa que li dona una idea a Frank; uns dies després, el director informa als seus pares que Frank ha estat donant classes de francès a l'escola mentre el seu professor està absent.
Un dia, en Frank torna a casa de l'escola per trobar la seva mare ballant amb un dels amics de Frank Sr. Ella li suplica que no li digui a Frank Sr., però un Frank angoixat es troba aviat al jutjat, amb Paula i Frank Sr. lluitant per la seva custòdia. Frank decideix fugir ("Someone Else's Skin"). Aviat aprèn a crear xecs falsos , cobrant-los als bancs d'arreu del país i enganyant milions de dòlars amb èxit.
Mentre entra en un hotel de la ciutat de Nova York, Frank s'adona de diverses dones atractives, totes elles hostesses; decideix fer-se pilot. Després de crear una targeta d'identitat falsa, troba una feina de copilot a la Pan American World Airways. Els treballadors expressen les alegries d'una vida al cel ("Jet Set"). Hanratty troba diversos xecs falsos al seu escriptori a Washington, DC. Ell i els agents Branton, Dollar i Cod estan assignats per localitzar l'autor d'aquests xecs falsos ("Live in Living Color [Reprise]"). Hanratty dona una paraula de saviesa a qui va escriure els xecs: "Don't Break the Rules."
En Frank gaudeix de la seva feina de pilot, recordant com el seu pare sempre deia que "les dones estimen un home amb uniforme", com "The Pinstripes Are All That They See". Amb nostalgia, visita Frank Sr., molest per descobrir que va haver de tancar la seva botiga per estalviar diners. Frank li ofereix diversos xecs per millorar la seva situació financera, però Frank Sr. declina, creient que Frank hauria d'estar content amb el seu èxit i no preocupar-se per ell ("Butter Outta Cream"). Mentrestant, Hanratty classifica els articles sobrants de l'hotel en què s'acabava d'allotjar en Frank, buscant ("The Man Inside the Clues"). Hanratty rastreja a Frank fins a una habitació d'hotel a Los Angeles, però Frank s'escapa després d'enganyar Hanratty fent-li creure que Frank és un agent del Servei Secret anomenat Barry Allen.
Frank assisteix a una festa de vacances per al personal de l'aeroport ("Christmas Is My Favorite Time of Year"), però finalment se sent sol, trucant a Hanratty per un telèfon públic per a més comoditat. Hanratty, adonant-se que el culpable és només un nen, revela que ell tampoc no té ningú amb qui passar el Nadal ("My Favorite Time of Year").

### Acte II
Frank es troba amb una altra festa del personal, aquesta vegada per a un hospital. Quan un dels metges li pregunta quina és la seva feina, Frank menteix que és un pediatre al Death Valley Children's Hospital, que treballa amb "nens amb el nas de mocs" i es diu "Dr. Connors". Sentint pena per ell, el metge li troba feina a l'Hospital General d'Atlanta, envoltat d' infermeres que estan disposades a prendre les ordres del metge ("Doctor's Orders").
Hanratty segueix buscant en Frank, passant per informes de persones desaparegudes ("Live in Living Color (reprise)"). Finalment, troba la casa de Paula i el seu nou marit, interrogant-la sobre el parador de Frank. Ella li diu que no es preocupi, igual que Frank Sr. Ambdós suplican a Frank: ("Don't Be a Stranger"). Mentre parlava amb Frank Sr. en un bar , Hanratty s'adona que tots dos homes tenien pares dominants ("Little Boy Be a Man").
Mentrestant, Frank s'ha enamorat d'una de les infermeres, Brenda Strong, tot i que el troba intimidant. Li diu que ha vist les "Set Meravelles" ("Seven Wonders"), però cap d'elles es compara amb la seva bellesa. Brenda porta en Frank a conèixer la seva família a Nova Orleans, on menteix que és un advocat, un metge i un luterà per impressionar el seu pare. El seu pare no el creu, però li permet estar amb Brenda després que en Frank admet el molt que l'estima. Els pares de la Brenda, Carol i Roger Strong, diuen a Frank que tenen una "família cantada " cada nit després de sopar; encenen la televisió a la cançó ((Our) Family Tree"). Seguidament en Frank proposa matrimoni a Brenda i ella accepta.
Poc abans de la cerimònia de compromís, en Frank descobreix que Hanratty ha descobert on és. Admet la veritat a Brenda, dient-li el seu nom real: Frank William Abagnale Jr. Promet tornar després d'escapar d'Hanratty. Just quan se'n va, entra Hanratty i li pregunta a Brenda on va anar en Frank. Ella lamenta que estima en Frank i que mai no li diria ("Fly, Fly Away"), però és enganyada perquè ho faci poc després.
La història torna a l'escena inicial, on Frank es veu arraconat a l'aeroport. Els agents escorten els passatgers fora de la zona mentre en Frank amenaça amb córrer. Hanratty afirma que no vol fer servir la força, però que ho hauria de fer si Frank corria. Hanratty informa a Frank que el seu pare ha mort; un Frank Sr. borratxo havia caigut al bar, trencant-se el coll. En adonar-se que no té ningú, Frank cedeix a Hanratty ("Goodbye").
Encara que condemnat a quinze anys de presó, Frank és alliberat després de set anys. Poc després del seu alliberament, és contractat per Hanratty i l'FBI per localitzar altres que van cometre crims com el seu. Hanratty i Frank s'abracen, assenyalant que la seva associació és "Strange But True". Aleshores, Hanratty fa que Frank compleixi la seva promesa, dient-li com va aprovar l'examen d'advocat de Nova Orleans. Frank li diu a un Hanratty sorprès que no va fer trampes: "He estudiat".

## Números musicals
| Act I - "Live in Living Color" – Frank Jr. i Conjunt - "The Pinstripes Are All That They See" – Frank Sr., Frank Jr, i Dames - "Someone Else's Skin" – Frank Jr. i Conjunt - "Jet Set" - Stewardesses, Pilots, i Frank Jr. - "Live in Living Color (Reprise)"† - Frank Jr. - "Don't Break the Rules" – Hanratty i Agents - "The Pinstripes Are All That They See (Reprise)"† – Les Dames - "Butter Outta Cream" – Frank Jr. i Frank Sr. - "The Man Inside the Clues" – Hanratty - "Christmas Is My Favorite Time of Year"†††† - Assistents a la festa - "My Favorite Time of Year"††† – Hanratty, Frank Jr., Frank Sr., i Paula | Act II - "Doctor's Orders" – Infermeres - "Live in Living Color (Reprise)"† - Frank Jr. - "Don't Be a Stranger" – Paula i Frank Sr. - "Little Boy, Be a Man" – Frank Sr. i Hanratty - "Hanratty's Reprise" † – Hanriy - "Seven Wonders" – Frank Jr. and Brenda - "(Our) Family Tree" – Carol, Roger, Brenda, Frank Jr., i Strong Family Singers - "Fly, Fly Away" – Brenda - "Goodbye" – Frank Jr. - "Strange But True"†† – Hanratty, Frank Jr., i Conjunt |

†Not on Broadway cast album.

††Titled "Stuck Together (Strange But True)" on cast album.

†††Titled "Christmas Is My Favorite Time of Year" on cast album.

††††Released in full on the 2011 Broadway Cares benefit album "Broadway's Greatest Gifts: Carols For a Cure 13".
- "Fifty Checks"- Frank Sr. és una cançó tallada que apareix a l'àlbum del Repartiment original de Broadway

## Repartiments originals
| Personatge              | Seattle (2009)    | Broadway (2011)   | Gira Estats Units (2012–13) | Japó (2015)    | Austràlia (2016) | Polonia (2023)                                         |
| ----------------------- | ----------------- | ----------------- | --------------------------- | -------------- | ---------------- | ------------------------------------------------------ |
| Frank Abagnale Jr.      | Aaron Tveit       | Aaron Tveit       | Stephen Anthony             | Yuzuru Kurenai | Thomas Bradford  | Karol Drozd / Marcin Franc / Maciej Marcin Tomaszewski |
| Carl Hanratty           | Norbert Leo Butz  | Norbert Leo Butz  | Merritt David Janes         | Hiroki Nanami  | Stuart Dodge     | Krzysztof Cybiński / Jarosław Oberbek                  |
| Frank Abagnale Sr.      | Tom Wopat         | Tom Wopat         | Dominic Fortuna             | You Natsumi    | Richard Perdriau | Paweł Erdman / Janusz Kruciński                        |
| Paula Abagnale          | Rachel de Benedet | Rachel de Benedet | Caitlin Maloney             | Anru Yumeki    | Bianca Giorgetti | Anna Gigiel / Emilia Klimczak                          |
| Brenda Strong           | Kerry Butler      | Kerry Butler      | Aubrey Mae Davis            | Airi Kisaki    | Rachel Rai       | Anna Federowicz / Joanna Gorzała                       |
| Carol Strong            | Linda Hart        | Linda Hart        | Amy Burgmaier               | Yui Marino     | Serenity Harbour | Agnieszka Gabrysiak / Aleksandra Janiszewska           |
| Roger Strong            | Nick Wyman        | Nick Wyman        | D. Scott Withers            | Rin Yuuma      | Stephen McMahon  | Piotr Płuska / Andrzej Orechwo                         |
| FBI Agent Johnny Dollar | Brandon Wardell   | Brandon Wardell   | Ben Laxton                  | Yuria Seo      | James Robertson  | Michał Domagała / Natan Nogaj                          |

## Enregistraments
Un enregistrament original del repartiment de Broadway va ser llançat digitalment el 23 de maig de 2011 per Ghostlight Records, abans del llançament del 28 de juny a les botigues. L'enregistrament inclou un bonus track cantat per Tom Wopat, "Fifty Checks", que va ser tallat del musical després de la prova de Seattle.

## Recepció
La producció de Broadway va rebre crítiques diverses. La ressenya més positiva va ser de Michael Giltz del Huffington Post: " Catch Me If You Can és una pura delícia des del llibre commovedor i brillant de Terrence McNally fins a la coreografia sexy però impulsada pel personatge de Jerry Mitchell fins als decorats perfectes. de David Rockwell al vestuari de William Ivey Long a la meravellosa il·luminació de Kenneth Posner. Tot està lligat per la superlativa direcció de Jack O'Brien, que no té cap fi en teixir drama, comèdia, dansa, interpretació i escenes genuïnes de patetisme i broma casual amb el públic i l'orquestra".
Ben Brantley, de The New York Times, va escriure: "Amb 'Hairspray', el Sr. Shaiman i el Sr. Wittman van extreure lucrativament una altra vena dels anys 60, el pop a l'estil Motown, de manera que em va semblar natural assumir 'Catch Me'. Estem fent pastitxes de música de programes de varietats de televisió, tant del tipus de Mitch Miller com de Dean Martin, una forma que s'acosta perillosament a la música del saló i dels ascensors. Els números musicals cridaners emergeixen definitivament de la trama, tal com se suposa que ho fan a el teu musical orgànic bàsic, però de vegades tenen el gust de guix de les ajudes audiovisuals".
Thorm Geier d'Entertainment Weekly va donar una "B-" al programa i va dir: "Una part del problema amb Catch Me If You Can és el llibre de Terrence McNally, que té un ritme estrany i una estructura curiosa. Quan Abagnale és arrestat pels federals a l'obertura, aprofita per explicar la seva pròpia història des del principi a l'estil d'un programa de televisió dels anys 60. Per què un programa de televisió i no una obra de Broadway? No en tinc ni idea. Potser el compositor Marc Shaiman només està acostumat al modisme des de la televisió dels anys 60 va tenir molt en compte en el seu èxit guanyador del Tony, Hairspray. Shaiman també ha concebut la música com un pastitx d'estils musicals de principis dels anys 60, tots ells curiosament pre-rock. Malauradament, això fa que la partitura sembli encara més antiga que alguns dels musicals genuïnament d'aquella època (com l'actual èxit del revival de How to Succeed in Business Without Really Trying). Sota la direcció de Jack O'Brien, però, Catch Me If You Can es mou principalment de cop i volta. Però el els creadors de Catch Me If You Can han manipulat el joc contra ells. El que hauria d'haver estat una història divertida sembla gairebé pesada, com la idea de la teva àvia de passar-ho bé."
A la revisió de l'espectacle de Steven Suskin a Variety, va escriure: "El sintonitzador té bones credencials, amb el productor principal, els compositors, el director, el coreògraf, els dissenyadors i dues actrius destacades del megahit del 2002 "Hairspray" tornant a Neil Simon. "Catch" també comparteix el període amb l'èxit anterior, però falta l'alt quocient d'una diversió irrefrenablement astuta. Notablement absent hi ha la típica inventiva creativa del director Jack O'Brien i el coreògraf Jerry Mitchell. La partitura de Marc Shaiman i Scott Wittman és més ambiciosa que el seu treball a "Hairspray", però tots aquests números de producció per a hostesses sexy i infermeres sexy els obstaculitzen. El nouvingut a l'equip d'escriptura és el llibretista Terrence McNally, amb l'escriptura fantasma de Brian Yorkey ("Next to Normal"). El problema, però, no sembla ser el llibre, sinó el material d'origen. Si es pot fer un musical a partir d'aquesta història d'un agent de l'FBI babau que persegueix un encantador ingènuament innocent, els creadors no l'han trobat."
Elysa Gardner d'USA Today va dir: "Amb una partitura del famós equip enginyós de Marc Shaiman i Scott Wittman i un llibre de Terrence McNally, Catch Me és massa ambiciós i elegant en els seus esforços per entretenir-nos i emocionar-nos per induir l'avorriment. El musical està estructurat de manera que veiem el nostre entremaliat finagler elaborant la seva pròpia història, introduint alguns números i després literalment intentant cantar i ballar per sortir dels problemes. És una presumpció astuta, però que només emfatitza la falsedat del personatge. N'hi ha d'altres elegants i floridures alegres, des dels vestits de William Ivey Long fins a la coreografia vampiresca de Jerry Mitchell, ambdues que criden l'atenció sobre les figures llargues i voluptuoses del conjunt femení. Tot i així, en no oferir un protagonista juvenil que realment pots animar, aquest Catch Jo si pots et pot fer sentir una mica enganyat."

## Premis i nominacions

### Producció original de Broadway
| Any  | Cerimònia        | Categoria                                        | Nominat                      | Resultat  | Ref          |
| ---- | ---------------- | ------------------------------------------------ | ---------------------------- | --------- | ------------ |
| 2011 | Premis Tony      | Millor musical                                   | Millor musical               | Nominat   | [ 2 ] [ 34 ] |
| 2011 | Premis Tony      | Millor actor protagonista de musical             | Norbert Leo Butz             | Guanyador | [ 2 ] [ 34 ] |
| 2011 | Premis Tony      | Millor so                                        | Steve Canyon Kennedy         | Nominat   | [ 2 ] [ 34 ] |
| 2011 | Premis Tony      | Millors orquestracions                           | Marc Shaiman i Larry Blank   | Nominat   | [ 2 ] [ 34 ] |
| 2011 | Premi Drama Desk | Actor més destacat a un musical                  | Norbert Leo Butz             | Guanyador | [ 35 ]       |
| 2011 | Premi Drama Desk | Actor de repartiment més destacat a un musical   | Tom Wopat                    | Nominat   | [ 35 ]       |
| 2011 | Premi Drama Desk | Actriu d erepartiment més destacada a un musical | Kerry Butler                 | Nominat   | [ 35 ]       |
| 2011 | Premi Drama Desk | Música més destacada                             | Marc Shaiman                 | Nominat   | [ 35 ]       |
| 2011 | Premi Drama Desk | lletres més destacades                           | Scott Wittman i Marc Shaiman | Nominat   | [ 35 ]       |
| 2011 | Premi Drama Desk | Orquestracions més destacades                    | Marc Shaiman i Larry Blank   | Nominat   | [ 35 ]       |